# Zan o bačče
Zan o bačče (in persiano زن و بچه‎, lett. "Donna e bambino") è un film del 2025 scritto e diretto da Sa'id Rustayi. Ha concorso al 78º Festival di Cannes.

## Trama
Mahnaz è una vedova quarantenne che divide i giorni tra il lavoro di infermiera e la cura dei figli, il pestifero Aliyar, di 14 anni, e la più piccola Neda. Vive inoltre assieme alla madre e una sorella minore, Mehri. Ultimamente ha cominciato a vedersi con Hamid, un conducente di ambulanze che le fa pressioni per sposarsi. Lei accetta e manda i figli a stare per un po' dall'anziano ex suocero, in previsione dell'annuncio ufficiale del suo fidanzamento. Ma, quando lei ha già chiesto il benestare dei genitori, Hamid ci ripensa, invaghitosi della più giovane Mehri. Inoltre, un lutto inaspettato colpisce l'intera famiglia.

## Distribuzione
Il film è stato presentato in anteprima il 22 maggio 2025 al 78º Festival di Cannes.

## Riconoscimenti
- 2025 – Festival di Cannes
  - In concorso per la Palma d'oro